# Список умерших в 1040 году
В этой статье представлен список известных людей, умерших в 1040 году.
См. также: Категория:Умершие в 1040 году

## Январь
- 17 января — Масуд Газневи — султан государства Газневидов (1030—1040).

## Март

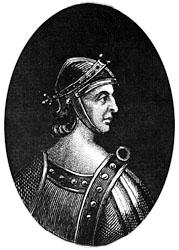
Гарольд I Заячья Лапа

- 15 марта — Энгельберт IV — граф в Норитале и Пустертале, фогт Бриксена из рода Зигхардингов.
- 17 марта — Гарольд I Заячья Лапа — король Англии с 1035 года.

## Май
- 29 мая — Рено I — граф Невера и граф Осера с 1028 года.

## Июнь

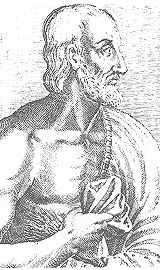
Фульк III Нерра

- 21 июня — Фульк III Нерра — граф Анжуйский с 987 года.

## Август

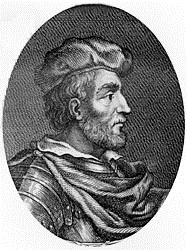
Дункан I

- 13 августа — Эберхард I[нем.] — первый епископ Бамберга (1007—1040)
- 14 августа — Дункан I — король Стратклайда  с 1018 года, король Альбы (Шотландии) с 1034 года, родоначальник Данкельдской династии.

## Октябрь
- 1 октября — Ален III — герцог Бретани и граф Ренна с 1008 года.

## Дата неизвестна или требует уточнения
- Абу Хашим аль-Хасан[англ.] — имам Йемена с 1031 года
- Ашот IV Храбрый — царь Армении (1020/1021—1040)
- Васак — царь Сюникского царства с 998 года.
- Гершом Меор ха-гола — талмудист средневековой Германии, духовный основатель ашкеназского направления в Галахе.
- Гилберт де Брионн — граф д’Э и граф де Брионн с 1015 года. Убит.
- Езекия бен Давид — последний гаон Талмудической академии в Пумбедите (1038–1040).
- Жоффруа I дю Перш — сеньор Монтань-о-Перша и Ножана-ле-Ротру, виконт Шатодёна (как Жоффруа II) (с 1004).
- Илия Кёльнский — игумен Кёльнский.
- Манучехри — персидско-таджикский поэт
- Мария Амальфийская[англ.] — герцогиня Амальфийская (1007—1028), жена герцога Сергия II
- Уго I — граф Ампурьяса с 991 года.